# Imprenta estatal de Hungría
La Imprenta estatal de Hungría es la imprenta de seguridad de mayor facturación de ese país y de la región Centro-Oriental de Europa. La imprenta antes fabricaba productos convencionales de la industria de impresión, hoy en día, su actividad se centra ya en los productos y soluciones de seguridad documental, en la fabricación y personalización de tarjetas de plástico, en el tratamiento electrónico de documentos y la correspondencia masiva de negocios. Las acciones de la Sociedad se cotizan desde el mes de diciembre de 2005 en la Bolsa de Valores de Budapest.

## La historia de la Imprenta del Estado

### Los inicios
La filial de la imprenta vienesa Staatsdruckerei, que fundó el gobierno austriaco en la ciudad de Temesvár, tras el derrocamiento de la revolución y guerra de independencia húngara de 1848–1849 era la precursora de la Imprenta del Estado del gobierno húngaro independiente, formado después de la reconciliación entre Hungría y la Casa de Austria en 1867.
Aquella imprenta había iniciado su trabajo a principios de 1851, convirtiéndose en una de las más importantes instituciones de la ciudad que entonces había tenido ya una industria de impresión muy desarrollada. En 1868 la imprenta, con todos sus equipos e instalaciones y parte considerable de sus especialistas se había trasladado al barrio gubernamental del Castillo de Buda, a la vecindad de los ministerios, para suministrar desde ahí los impresos administrativos estatales para el gobierno húngaro.
En aquella época el Ministerio de Hacienda administraba al Instituto de Impresión Real Catastral y Colección de Mapas que a partir de 1868 preparó y multiplicó los planos y las mediciones catastrales que servían de base para establecer los impuestos que se debía pagar por las tierras.
En 1869 el gobierno decidió unificar las dos imprentas, puesto que para el Ministerio de Hacienda era importante fabricar en el país los timbres fiscales del estado. Con la unificación y las modernizaciones se pretendía asegurar el cumplimiento de las condiciones necesarias para fabricar rápida y fiablemente los timbres fiscales del estado y otros documentos secretos hasta el momento de su publicación, necesarios para la administración estatal y para la tesorería pública.
El nombre oficial de la nueva institución fue Imprenta Estatal Real de Hungría.

### Desde 1901 bajo el nombre de Imprenta del Estado
Posteriormente a la reorganización de 1901 la sociedad había adquirido su nuevo nombre: Imprenta del Estado. En la Imprenta del Estado se imprimía el presupuesto central del estado y sus argumentos, los saldos finales, los proyectos de leyes más importantes, el Boletín Financiero, así como los itinerarios de Ferrocarriles del Estado Húngaro.
Aquí se preparaban los diferentes Valores Reales Húngaros, los bonos de la tesorería, las obligaciones del Estado, los bonos de préstamo, de sorteo, los formularios para letras de cambio, los certificados de transportes nacionales y extranjeros, así como materiales de envase y timbres fiscales de impuestos especiales de los puros y tabacos.
El gobierno húngaro, en el año de 1922, en el edificio de la Imprenta del Estado había fundado la Imprenta Húngara de Billetes, que a partir del mes de agosto de 1923 inició la impresión de los billetes nacionales.
Durante la Segunda Guerra Mundial la imprenta funcionaba como una fábrica bélica, donde se imprimía las libretas de racionalización alimenticia y de combustible. Al finalizar la guerra, se reinició la impresión de los documentos del correo y de ferrocarriles y continuó asimismo la fabricación de los impresos del estado, de las acciones y de los boletos de sorteo.
Para las elecciones de 1945 la Imprenta del Estado preparó los boletos de votación y luego, durante la hiperinflación de 1946 expidió la moneda llamada Pengő. Desde 1947 la Sociedad fabrica también los boletos para el sorteo deportivo y más tarde para la lotería. Además de fabricar los impresos para los juegos de azar, ya es parte de su perfil de producción la fabricación de los impresos para las elecciones generales que se celebran cada cuatro años.
Gracias a una inversión efectuada en 1957 se ampliaron las capacidades y se mejoró la calidad, abriendo la posibilidad para fabricar estampillas multicolores. En los años sesenta se inició la impresión de los sellos para exportación.

### El primersellohúngaro – 1871
Para el público nacional, durante muchos decenios la actividad más conocida de la Imprenta del Estado era la impresión de sellos. 
Después de la reconciliación con la Casa de Austria, para resaltar la soberanía nacional, pero también por razones financieras y administrativas, el gobierno húngaro estimó necesario pagar los derechos y las tasas oficiales y el importe de los servicios de correo con timbres y sellos propios. Antes esto se hacía únicamente mediante la impresión simultánea de sellos (en Austria y en Hungría) y estos sellos, naturalmente, se imprimían en Viena. Los timbres de estado se imprimían en Hungría desde 1869 en la Imprenta del Estado, dirigida por la entidad independiente del Ministerio de Hacienda.
Con la reconciliación de 1867 se aprobó una disposición sobre el correo nacional que entró en vigor el 1º de mayo. Todas las oficinas de correo que se encontraban en el territorio de Hungría habían sido subordinadas a la administración húngara de correos, por lo que se había planteado como una exigencia natural prever con sellos húngaros independientes a los envíos del Correo Húngaro.
Como esta demanda fue reconocida por el gobierno imperial, el 20 de junio de 1868 se imprimió el primer sello húngaro. Aunque ello aún fue impreso en la imprenta vienesa y también en el timbre del papel se leía una escritura en alemán, pero la escritura del propio sello ya era en húngaro y llevaba el dibujo del escudo y de la corona húngaros. El primer sello de correo de fabricación nacional se puso en circulación en 1871, tras haber modernizado la línea tecnológica de fabricación de sellos de la Imprenta del Estado.

### La Imprenta del Estado en nuestros días
Después del cambio del régimen político húngaro desapareció la mayoría de los monopolios del Estado, se inició la competencia por fabricar los productos exclusivos. Tras desaparecer la sombrilla protectora del Estado, no quedaba otra alternativa que reestructurar la Sociedad.
Teniendo a la vista todas estas circunstancias, en 1993 tuvo lugar la privatización de la Imprenta del Estado. Para el desarrollo de la imprenta se necesitaba un mayor espacio de trabajo y mejores y más modernas condiciones laborales. La Sociedad, desde el edificio ubicado en el casco antiguo de la capital, trasladó su sede al barrio de Kőbánya.
La nueva imprenta de la calle Halom fue inaugurada solemnemente el 4 de octubre de 1994. Mientras tanto, la Imprenta del Estado tomó el parque de maquinarias de la Imprenta y buena parte de sus empleados. A finales de 1997 se incluyó en el portafolio de la Imprenta del Estado un negocio totalmente nuevo, la fabricación y personalización de las tarjetas de plástico.
Esta modernización se inició a principios de 1998, construyendo en el terreno ubicado en la calle Fátyolka una nueva y moderna planta que en 2000 se amplió aún más, haciendo posible fabricar también tarjetas con chips. En 1999 la Imprenta del Estado había creado un Laboratorio de Seguridad Documental, centro de sus actividades de investigación y desarrollo. En 2004 la Imprenta del Estado inició su expansión internacional. En cooperación con sus socios locales formó sociedades mixtas en Rumania y Bulgaria, en tanto que en Eslovaquia y Rusia constituyó filiales.
A base de la decisión del Consejo de los directores de la Imprenta del Estado, oficialmente cambió el nombre de la Imprenta del Estado S.A a ANY Imprenta de Seguridad S.A. a partir del 1 de febrero de 2013.
Después de la privatización de la compañía hace 20 años, comenzó a desarrollar dinámicamente y ahora es la más importante imprenta de seguridad en Hungría y en la región. Siempre había una propiedad estatal, en menor o mayor grado entre los propietarios de la empresa, pero se ha mantenido permanentemente bajo 5% durante los últimos 20 años. Por eso, de acuerdo a las disposiciones legales relativas, el Consejo de los directores decidió cambiar el nombre de la empresa. La compañía de 162 años de edad – manteniendo su actividad - funciona como ANY Imprenta de Seguridad S.A. a partir del 1 de febrero de 2013. El nombre corto de la compañía es ANY S.A.; el símbolo no cambia.

## Sus productos
La actividad principal de la ANY Imprenta de Seguridad S.A. es fabricar productos de seguridad, entre los cuales se encuentran timbres fiscales del Estado, valores, ticket para restaurantes, sellos, documentos en papel, así como pinturas y soluciones de seguridad, desarrolladas por el Laboratorio de Seguridad Documental. La ANY Imprenta de Seguridad S.A fabrica los documentos de identidad en formato de tarjeta que se usan en Hungría en un consorcio: el DNI, el carne de conducir, el libro de registro de vehículos a motor, así como la tarjeta de estudiantes. La imprenta, además de los documentos personales, fabrica tarjetas bancarias de VISA y MASTERCARD con chips, tarjetas de prepago para teléfonos móviles y tarjetas inteligentes con la firma digital. El Grupo ANY personaliza y pone en sobres los impresos para bancos y compañías de seguro, así como imprime también facturas, documentos de transporte, folletos impresos y no impresos. Apoyado por los documentos certificados a nivel internacional, la tecnología de producción de tarjetas bancarias y nuestra experiencia, hemos entrado en el mercado como un proveedor de servicios de TSM independiente. Debido a la tecnología NFC, los teléfonos móviles se utilizarán como tarjetas bancarias, tarjetas de loyalty o incluso como tarjetas de transporte de una manera que ANY Imprenta de Seguridad transferirá aplicaciones de tarjetas a los móviles de forma segura.